# Municipio de Birch Lake
El municipio de Birch Lake (en inglés: Birch Lake Township) es un municipio ubicado en el condado de Cass en el estado estadounidense de Minnesota. En el año 2010 tenía una población de 524 habitantes y una densidad poblacional de 5,78 personas por km².

## Geografía
El municipio de Birch Lake se encuentra ubicado en las coordenadas 46°57′24″N 94°26′55″O / 46.95667, -94.44861. Según la Oficina del Censo de los Estados Unidos, el municipio tiene una superficie total de 90.68 km², de la cual 74,15 km² corresponden a tierra firme y (18,23 %) 16,53 km² es agua.

## Demografía
Según el censo de 2010, había 524 personas residiendo en el municipio de Birch Lake. La densidad de población era de 5,78 hab./km². De los 524 habitantes, el municipio de Birch Lake estaba compuesto por el 99,43 % blancos, el 0,19 % eran afroamericanos y el 0,38 % eran de una mezcla de razas. Del total de la población el 0,76 % eran hispanos o latinos de cualquier raza.